# Platygonus
Platygonus é um gênero extinto da família dos taiaçuídeos. Media cerca de 1 metro de comprimento (bem maior que os modernos caititus) e possuía pernas longas, o que lhe permitia correr bem. Assim como o porco, tinha um focinho longo; seus dentes caninos eram projetados como no elefante, possivelmente usados como defesa contra predadores. Seu sistema digestivo era bastante complexo, bastante similar aos dos ruminantes.
Possuía hábitos gregários e, tal como os modernos caititus, andava em bandos. Era encontrado do sul do Canadá até o México, e da Califórnia até a Pensilvânia. Estratigraficamente, ocorreu durante o Pleistoceno (Pleistoceno Inferior), e no Gelasiano do Plioceno.